# Empirische Varianz
Die empirische Varianz, auch Stichprobenvarianz  (veraltet: empirisches Streuungsquadrat) oder einfach nur kurz Varianz genannt, ist ein Maß für die Streuung von konkreten (empirisch erhobenen) Werten einer Stichprobe.
Bei der empirischen Varianz handelt sich um einen Begriff aus der beschreibenden (deskriptiven) Statistik für die Varianz. Sie gehört zu den Streuungsmaßen und beschreibt die mittlere quadratische Abweichung der einzelnen Werte vom empirischen Mittelwert. Sie entspricht damit dem „durchschnittlichen Abweichungsquadrat“.
Die Wurzel der empirischen Varianz ist die empirische Standardabweichung. Die empirische Standardabweichung stellt das gebräuchlichste Streuungsmaß dar. Sie ist anschaulicher als die Varianz, da sie dieselbe Größenordnung hat wie die beobachteten Werte.
Die empirische Varianz ist jedoch in weitergehenden Berechnungen oft praktischer als die Standardabweichung: So können beispielsweise Varianzbeiträge von mehreren unabhängigen Zufallseinflüssen einfach addiert werden. Umgekehrt lässt sich durch eine Varianzanalyse eine Gesamtvarianz oft auch in ihre Beiträge (Ursachen) zerlegen.

## Voraussetzungen

### Varianz der Grundgesamtheit
Die Varianz einer endlichen Grundgesamtheit (Population) mit {\displaystyle N} reellen Datenwerten ist ein Maß für die Streuung der einzelnen {\displaystyle x_{i}}-Werte, {\displaystyle i\in \{1,2,\ldots ,N\}} um den Populationsmittelwert {\displaystyle \mu } und ist definiert als
{\displaystyle \sigma ^{2}={\frac {1}{N}}\sum \limits _{i=1}^{N}(x_{i}-\mu )^{2}}
Der Populationsmittelwert ist das arithmetische Mittel der Datenwerte
{\displaystyle \mu ={\frac {1}{N}}\sum _{i=1}^{N}x_{i}}.
Die Varianz der Grundgesamtheit ist in praktischen Situationen häufig unbekannt, beispielsweise, weil es nicht möglich ist, jedes einzelne Subjekt in der Population zu erfassen (Vollerhebung). Um die Varianz zu ermitteln, werden daher empirisch Stichproben erhoben. Das führt zu den Begriffen empirische Varianz oder auch Stichprobenvarianz.

### Empirischer Mittelwert
Gegeben sei eine Stichprobe mit {\displaystyle n<N} reellen numerischen Werten {\displaystyle x_{1},x_{2},\dots ,x_{n}}. Es bezeichne
{\displaystyle {\overline {x}}:={\frac {1}{n}}(x_{1}+x_{2}+\ldots +x_{n})={\frac {1}{n}}\sum _{i=1}^{n}{x_{i}}}
den empirischen Mittelwert der Stichprobe. Dieser empirische Mittelwert {\displaystyle {\overline {x}}} ist ein Schätzer für den Populationsmittelwert {\displaystyle \mu }.

## Berechnung der empirischen Varianz
Zunächst werden die Abweichungen der beobachteten reellen Werte {\displaystyle x_{1},\ldots ,x_{n}} der Stichprobe von ihrem arithmetischen Mittel {\displaystyle (x_{1}-{\overline {x}}),\ldots ,(x_{n}-{\overline {x}})} gebildet. Summierung und Quadrierung ergibt die sogenannte Abweichungsquadratsumme {\displaystyle \sum \nolimits _{i=1}^{n}(x_{i}-{\overline {x}})^{2}}.
Die Verwendung der Abweichungsquadratsumme führt zu folgenden Eigenschaften der empirischen Varianz:
- Positive und negative Abweichungen vom Mittelwert heben sich bei der Summierung nicht gegenseitig auf.
- Die Varianz einer Stichprobe ist daher immer positiv (oder Null).
- Eine größere Varianz entspricht einer größeren Unterschiedlichkeit der Werte.
- Wenige aber starke Ausreißer haben einen großen Einfluss auf das Ergebnis.

Die empirische Varianz kann damit auf folgende Arten berechnet werden:

Am gebräuchlichsten ist die Berechnung der empirischen Varianz der Stichprobenwerte als Summe der Abweichungsquadrate geteilt durch die Anzahl der Freiheitsgrade {\displaystyle (n-1)}:
| {\displaystyle s^{2}={\frac {1}{n-1}}\sum \limits _{i=1}^{n}\left(x_{i}-{\overline {x}}\right)^{2}\quad } |  | (1) |
| {\displaystyle s^{2}={\frac {1}{n-1}}\sum \limits _{i=1}^{n}\left(x_{i}-{\overline {x}}\right)^{2}\quad } |  | (1) |

Formel (1) wird auch korrigierte empirische Varianz oder korrigierte Stichprobenvarianz genannt. Der Vorsatz „korrigierte ...“ bezieht sich auf den Faktor {\displaystyle 1/(n-1)}, der auch als Bessel-Korrektur bezeichnet wird. Die Korrektur führt dazu, dass {\displaystyle s^{2}} ein erwartungstreuer Schätzer für die Populationsvarianz {\displaystyle \sigma ^{2}} ist: Das bedeutet, dass der Schätzfehler {\displaystyle s^{2}-\sigma ^{2}} immer kleiner wird und gegen Null strebt, wenn das Ergebnis der Varianzberechnung über eine steigende Anzahl verschiedener Stichproben gemittelt wird.

Alternativ wird die empirische Varianz (nicht erwartungstreu) berechnet als Summe der Abweichungsquadrate geteilt durch die Anzahl der Werte {\displaystyle n}:
| {\displaystyle {\tilde {s}}^{2}={\frac {1}{n}}\sum \limits _{i=1}^{n}\left(x_{i}-{\overline {x}}\right)^{2}} |  | (2) |
| {\displaystyle {\tilde {s}}^{2}={\frac {1}{n}}\sum \limits _{i=1}^{n}\left(x_{i}-{\overline {x}}\right)^{2}} |  | (2) |

Für den Sonderfall, dass der Mittelwert der Grundgesamtheit {\displaystyle \mu } bekannt ist, wird die Varianz mit folgender Formel berechnet, die ebenfalls einen erwartungstreuen Schätzer darstellt:
| {\displaystyle {s^{*}}^{2}={\frac {1}{n}}\sum _{i=1}^{n}(x_{i}-\mu )^{2}} |  | (3) |
| {\displaystyle {s^{*}}^{2}={\frac {1}{n}}\sum _{i=1}^{n}(x_{i}-\mu )^{2}} |  | (3) |

Weitere Erläuterung zu den Berechnungsarten
Intuitiv lässt sich die Mittelung durch {\displaystyle (n-1)} in Formel (1) statt durch {\displaystyle n} wie folgt erklären:
Bei Formel (1) geht es um die Schätzung der Varianz der Grundgesamtheit, aus der die Stichprobe entnommen wurde. Aufgrund der Schwerpunkteigenschaft des empirischen Mittels {\displaystyle \sum \nolimits _{i=1}^{n}\left(x_{i}-{\bar {x}}\right)=0} ist die letzte Abweichung {\displaystyle \left(x_{n}-{\overline {x}}\right)} bereits durch die ersten {\displaystyle (n-1)} bestimmt. Folglich variieren nur {\displaystyle (n-1)} Abweichungen frei. D.h. man mittelt deshalb, indem man durch die Anzahl der Freiheitsgrade {\displaystyle (n-1)} dividiert. Besonders augenscheinlich wird das, wenn man den Fall {\displaystyle n=2} betrachtet: Bei 2 Datenwerten gibt es nur 1 Unterschied zwischen den Daten. Und mit einer Stichprobe mit {\displaystyle n=1} kann man gar keine Aussage über die Varianz einer Grundgesamtheit machen.
Diese Plausibilisierung wird im Rahmen der induktiven Statistik formalisiert. (→ Stichprobenvarianz (Schätzfunktion))
Die Idee von Formel (2) ist eine andere: Hier geht es nicht um eine Aussage über eine „Grundgesamtheit“ mit Hilfe einer Stichprobe, sondern darum, den Datensatz möglichst genau durch eine Normalverteilung zu beschreiben: D.h. die Parameter der Normalverteilung {\displaystyle \mu } und {\displaystyle \sigma } werden so bestimmt, dass der quadratische Fehler der gegebenen Daten relativ zur Verteilungsfunktion der Normalverteilung minimal ist. Das ist der Fall für {\displaystyle \mu ={\overline {x}}} und {\displaystyle \sigma ={\tilde {s}}}. Formel (2) liefert in diesem Sinne bessere Ergebnisse als Formel (1), und sie sollte angewendet werden, wenn diese Eigenschaft erforderlich ist. Formel (2) ist aber kein erwartungstreuer Schätzer: D.h. wenn das Ergebnis über viele Stichproben gemittelt wird, dann strebt das Ergebnis nicht gegen den wahren Wert für die Varianz der Grundgesamtheit. Formel (2) liefert im Mittel zu kleine Ergebnisse und wird daher seltener angewendet. Es ist bemerkenswert, dass es umfangreiche mathematische und statistische Handbücher gibt, die die Formel (2) nicht erwähnen.
Formel (2) wird in der mathematischen Statistik begründet, z. B. durch Anwendung der Maximum-Likelihood-Methode, oder der Momentenmethode.
Formel (3) und (1) unterscheiden sich darin, dass bei Formel (3) die Berechnung des arithmetischen Mittels entfällt, weil der Mittelwert der Grundgesamtheit bekannt ist. Auch diese Formel ist erwartungstreu im Sinne der schließenden Statistik. Da für Formel (3) kein arithmetisches Mittel berechnet wird geht kein Freiheitsgrad bei der Berechnung verloren und es wird nur durch n geteilt.
Formel (3) kann man ebenfalls plausibilisieren, wenn man den Fall {\displaystyle n=2} betrachtet: Bei 2 Datenwerten gibt es 2 Unterschiede im Vergleich zum vorbekannten Mittelwert {\displaystyle \mu }. Daher wird in diesem Fall durch 2 geteilt.
Im Falle einer Vollerhebung aller Daten der Population sind die Formeln (2) und (3) gleichwertig, da in diesem Fall der Populationsmittelwert bereits aus den vorliegenden Daten bekannt ist: {\displaystyle \mu ={\overline {x}}}.
Wird nur von „der“ empirischen Varianz gesprochen, so muss daher darauf geachtet werden, welche Konvention beziehungsweise Definition im entsprechenden Kontext gilt. Weder die Benennungen noch die entsprechende Notation ist in der Literatur einheitlich:
- Die Bezeichnung empirische Varianz wird von einigen Autoren nur für die unkorrigierte Varianz {\displaystyle {\tilde {s}}^{2}} verwendet. Der Ausdruck Stichprobenvarianz wird in diesem Fall nur für die korrigierte Varianz {\displaystyle s^{2}} verwendet.[8]
- {\displaystyle s^{2}} wird auch als erwartungstreue Stichprobenvarianz (und {\displaystyle {\tilde {s}}^{2}} als verzerrte Stichprobenvarianz) bezeichnet, weil {\displaystyle s^{2}} ein erwartungstreuer Schätzer für die Varianz {\displaystyle \sigma ^{2}} ist.[14]
- {\displaystyle s^{2}} wird manchmal auch als theoretische Varianz oder induktive Varianz bezeichnet.[15]
- Statt {\displaystyle s^{2}} wird manchmal auch {\displaystyle {\widehat {\operatorname {Var} }}(x),\;s_{n-1}^{2}} oder {\displaystyle s_{*}^{2}} verwendet.
- {\displaystyle {\tilde {s}}^{2}} wird manchmal als mittlere quadratische Abweichung vom empirischen Mittelwert bezeichnet[16]
- Statt {\displaystyle {\tilde {s}}^{2}} wird manchmal auch {\displaystyle s_{\text{emp}}^{2}} verwendet

### Empirische Varianz für Häufigkeitsdaten
In diesem Fall wird davon ausgegangen, dass die {\displaystyle n} Stichprobenwerte {\displaystyle x_{i}} nur {\displaystyle k} konkrete Ausprägungen {\displaystyle a_{j}} annehmen können. Das bedeutet: es bietet sich folgendes Vorgehen an:
- Zuerst wird mit Hilfe einer größeren Stichprobe untersucht, wie häufig jede der Ausprägungen {\displaystyle a_{j}} auftritt. Die Ergebnisse der Zählung sind die absolute Häufigkeiten {\displaystyle h_{j}} der Ausprägungen, d. h. es die {\displaystyle h_{j}} entsprechen der Anzahl des Auftretens von {\displaystyle x_{i}=a_{j}}. Sie können in einer Häufigkeitstabelle zusammengefasst werden. Die Summe der {\displaystyle h_{j}} ist gleich, wie die Anzahl der Stichprobenwerte {\displaystyle n}.
- Daraus werden die relativen Häufigkeiten {\displaystyle f_{j}} (Wahrscheinlichkeiten für das Auftreten der jeweiligen Ausprägungen) berechnet.
- Die Varianz ergibt sich schließlich aus den ermittelten Häufigkeitsdaten: den relativen Häufigkeiten der Ausprägungen und dem empirischen Mittelwert der Stichprobe.[8]

{\displaystyle {\tilde {s}}^{2}=\sum \limits _{j=1}^{k}\left(a_{j}-{\overline {x}}\right)^{2}f_{j}} , mit
{\displaystyle {\overline {x}}:=\sum _{j=1}^{k}{f_{j}a_{j}}={\frac {1}{n}}\sum _{j=1}^{k}{h_{j}a_{j}}} .

### Empirische Varianz für Daten aus einer Zeitreihe
In diesem Fall sind Datenwerte {\displaystyle x_{k}} als Zeitreihe gegeben. Beispielsweise wird sekündlich ein Wert {\displaystyle x_{k}} gemessen. {\displaystyle k} ist ein Zähler für die aufgelaufenen Werte seit dem Beginn der Rechnung.
Zu jedem Zeitpunkt {\displaystyle k} der Zeitreihe soll die Varianz aus den letzten {\displaystyle k} Werten von {\displaystyle x} bestimmt werden.
Die Rechnung soll in Echtzeit unmittelbar nach dem Eintreffen von jedem neuen Wert {\displaystyle x_{k}} erfolgen. In Echtzeitsystemen wird stark auf die erforderliche Rechenzeit in jedem Zeitschritt geachtet. Mit Formeln (1) bis (3) würde die erforderliche Rechenzeit mit der Zeit steigen, da ja auch die Summen immer mehr Werte umfassen. Das wird vermieden mit folgenden rekursiven Formeln, die auf den Schätz-Ergebnissen für {\displaystyle {\hat {\mu }}_{k-1}^{2}} und {\displaystyle {\hat {\sigma }}_{k-1}^{2}} zum vergangenen Zeitpunkt {\displaystyle k-1} aufbauen, und die in jedem Zeitschritt ausgeführt werden:
{\displaystyle {\hat {\mu }}_{k}={\hat {\mu }}_{k-1}+{\frac {1}{k}}(x_{k}-{\hat {\mu }}_{k-1})}
{\displaystyle {\hat {\sigma }}_{k}^{2}={\hat {\sigma }}_{k-1}^{2}+{\frac {1}{k}}[(x_{k}-{\hat {\mu }}_{k})^{2}-{\tilde {\sigma }}_{k-1}^{2}]}
Diese Formeln benötigen Startwerte für den Zeitpunkt {\displaystyle k=0} . Bei ungünstiger Wahl nähern sich die Schätzwerte langsam den wahren Werten an. Daher sind günstige Vorbelegungen:
- {\displaystyle {\hat {\mu }}_{0}}: Vorbelegung mit {\displaystyle 0} oder dem ersten erhaltenen Messwert, oder einem vorab erwarteten Mittelwert
- {\displaystyle {\hat {\sigma }}_{0}}: Vorbelegung mit {\displaystyle 0} oder einem vorab erwarteten Varianzwert

## Eigenschaften der empirischen Varianz

### Verteilung der empirischen Varianz
Die empirische Varianz {\displaystyle s^{2}} folgt für unabhängige, normalverteilte Zufallsvariablen einer skalierten Chi-Quadrat-Verteilung:
{\displaystyle (n-1){\frac {s^{2}}{\sigma ^{2}}}\sim \chi _{n-1}^{2}.}
Daher folgt:
{\displaystyle \operatorname {E} \left(s^{2}\right)=\operatorname {E} \left({\frac {\sigma ^{2}}{n-1}}\chi _{n-1}^{2}\right)=\sigma ^{2},}
sowie
{\displaystyle \operatorname {Var} \left[s^{2}\right]=\operatorname {Var} \left({\frac {\sigma ^{2}}{n-1}}\chi _{n-1}^{2}\right)={\frac {\sigma ^{4}}{(n-1)^{2}}}\operatorname {Var} \left(\chi _{n-1}^{2}\right)={\frac {2\sigma ^{4}}{n-1}}.}

### Verhalten bei Transformationen
Verschiebung der Daten {\displaystyle x_{i}} um einen konstanten Wert c: Varianz ändert sich nicht
Also: Wenn {\displaystyle y=(x_{1}+c,x_{2}+c,\dots ,x_{n}+c)}, so gilt:
{\displaystyle s^{2}(x)=s^{2}(y)}
{\displaystyle {\tilde {s}}^{2}(x)={\tilde {s}}^{2}(y)}
{\displaystyle {s^{*}}^{2}(x)={s^{*}}^{2}(y)}
Begründung: Es ist {\displaystyle {\overline {y}}={\overline {x}}+c} und somit {\displaystyle (y_{i}-{\overline {y}})^{2}=(x_{i}+c-({\overline {x}}+c))^{2}=(x_{i}-{\overline {x}})^{2}}, woraus die Behauptung folgt.
Skalierung der Daten {\displaystyle x_{i}} um einen Faktor {\displaystyle a\neq 0}, also {\displaystyle y=ax}: Varianz skaliert um den Faktor {\displaystyle a^{2}}:
{\displaystyle s^{2}(y)=a^{2}\cdot s^{2}(x)}.
{\displaystyle {\tilde {s}}^{2}(y)=a^{2}\cdot {\tilde {s}}^{2}(x)}
{\displaystyle {s^{*}}^{2}(y)=a^{2}\cdot {s^{*}}^{2}(x)}
Begründung: Dies folgt wie oben durch direktes Nachrechnen.

### Genauigkeit der berechneten empirischen Varianz
Wenn man viele Stichproben nimmt, dann führt jede neue Stichprobe zu einer anderen Schätzung {\displaystyle {\hat {\sigma }}^{2}} für die Varianz der Grundgesamtheit. D.h. die berechnete empirische Varianz (Stichprobenvarianz) hat ebenfalls eine Streuung. Diese Streuung ist ein Maß für die Qualität (Genauigkeit) der Varianzbestimmung. Für den Fall, dass die Streuung in einem gegebenen Anwendungsfall zu hoch ist, könnte man die Anzahl der Werte in der Stichprobe vergrößern oder den Mittelwert aus vielen verschiedenen Stichproben verwenden.
Die Streuung der Stichprobenvarianz kann durch die Berechnung der Grenzwerte des Konfidenzintervalles mit Hilfe der Chi-Quadrat-Verteilung beurteilt werden. Praktisch genügt jedoch häufig eine Abschätzung der Standardabweichung der Stichprobenvarianz mit folgenden Formeln analog zu Formeln (1) und (3):
Standardabweichung der Stichprobenvarianz bei unbekanntem wahren Mittelwert der Gesamtheit:
{\displaystyle {\sqrt {Var(s^{2})}}={\sqrt {{\frac {2}{n-1}}s^{4}}}}
Standardabweichung der Stichprobenvarianz bei bekanntem wahren Mittelwert {\displaystyle \mu } der Gesamtheit:
{\displaystyle {\sqrt {Var({s^{*}}^{2})}}={\sqrt {{\frac {2}{n}}{s^{*}}^{4}}}}
Beispiel 1: Stichprobe mit {\displaystyle n=10} Werten und der Varianz {\displaystyle s^{2}=1{,}0}:
Dann lässt sich die Standardabweichung der Stichprobenvarianz abschätzen als:
{\displaystyle {\sqrt {Var(s^{2})}}={\sqrt {{\frac {2}{9}}1{,}0^{2}}}={\sqrt {0{,}2222}}=0{,}47}
Die Standardabweichung von {\displaystyle 0{,}47} ist im Vergleich zur Stichprobenvarianz {\displaystyle s^{2}=1{,}0} erheblich. D.h. eine Stichprobe mit {\displaystyle n=10} ist in den meisten Anwendungsfällen nicht geeignet um eine ausreichend verlässliche Aussage über die Varianz der Grundgesamtheit zu machen.
Beispiel 2: Stichprobe wird vergrößert auf {\displaystyle n=100} Werte:
Dann lässt sich die Streuung der Stichprobenvarianz wie oben ermitteln als:
{\displaystyle {\sqrt {Var(s^{2})}}={\sqrt {{\frac {2}{99}}1{,}0^{2}}}={\sqrt {0{,}0202}}=0{,}14}
Die Streuung von 0,14 ist bei der Stichprobenvarianz {\displaystyle s^{2}=1{,}0} brauchbarer, als das Ergebnis im ersten Beispiel.
Im Falle einer Normalverteilung würde das bedeuten, dass der wahre Varianzwert mit 95 % Wahrscheinlichkeit im Bereich von {\displaystyle s^{2}=1{,}0\pm 0{,}28} liegt. Im Falle der Berechnung der Grenzwerte mit der Chi-Quadrat-Verteilung ergeben sich fast die gleichen Werte.
Man sieht, dass eine akkurate Berechnung der empirischen Varianz deutlich größere Stichproben erfordert, als man intuitiv vermuten würde.

## Alternative Darstellungen

### Darstellung als durchschnittliches Abweichungsquadrat
Die Varianz wird in der Varianzanalyse oft als „mittleres“ bzw. „durchschnittliches“ Abweichungsquadrat {\displaystyle MQ} bezeichnet und ergibt sich dann aus die Division der Summe der Abweichungsquadrate SQ und der Anzahl Freiheitsgrade FG:
{\displaystyle s^{2}={\frac {\sum \nolimits _{i=1}^{n}\left(x_{i}-{\overline {x}}\right)^{2}}{n-1}}={\frac {SQ}{FG}}:=MQ}.
Bei einer mehrdimensionalen Varianzanalyse werden die mittleren Abweichungsquadrate der jeweiligen Variablen werden in einer sogenannten Varianzanalysetabelle zusammengefasst.

### Darstellung mittels Verschiebungssatz
Eine weitere Darstellung erhält man aus Anwendung des Verschiebungssatzes:
{\displaystyle s^{2}={\frac {1}{n-1}}\left(\sum _{i=1}^{n}x_{i}^{2}\right)-{\frac {n}{n-1}}\cdot {\overline {x}}^{2}}
{\displaystyle {\tilde {s}}^{2}={\frac {1}{n}}\left(\sum _{i=1}^{n}x_{i}^{2}\right)-{\overline {x}}^{2}}
{\displaystyle {s^{*}}^{2}={\frac {1}{n}}\left(\sum _{i=1}^{n}x_{i}^{2}\right)-\mu ^{2}}
Diese Formel ist jedoch aus numerischer Sicht nachteilig, da unter Umständen zwei sehr große Werte voneinander abgezogen werden. Das kann zur Rechenungenauigkeiten führen, wenn die Darstellungsgenauigkeit der Gleitkommazahlen im Rechner nicht ausreichend ist.

### Darstellung als Doppelsumme (ohne vorausgehende Berechnung des empirischen Mittels)
Eine Darstellung, die ohne die vorausgehende Berechnung des empirischen Mittels auskommt, ist:
{\displaystyle s^{2}={\frac {1}{2n(n-1)}}\sum _{i=1}^{n}\sum _{j=1}^{n}(x_{i}-x_{j})^{2}}
{\displaystyle {\tilde {s}}^{2}={\frac {1}{2n^{2}}}\sum _{i=1}^{n}\sum _{j=1}^{n}(x_{i}-x_{j})^{2}}
Herleitung: Wenn man das arithmetische Mittel {\displaystyle {\overline {x}}} der Beobachtungswerte in den Summanden der Doppelsumme
{\displaystyle \sum _{i=1}^{n}\sum _{j=1}^{n}(x_{i}-x_{j})^{2}}
addiert und abzieht (also Null einfügt), dann gilt
{\displaystyle {\begin{aligned}\sum _{i=1}^{n}\sum _{j=1}^{n}(x_{i}-{\overline {x}}+{\overline {x}}-x_{j})^{2}&=\sum _{i=1}^{n}\sum _{j=1}^{n}(x_{i}-{\overline {x}})^{2}+2\sum _{i=1}^{n}\sum _{j=1}^{n}(x_{i}-{\overline {x}})({\overline {x}}-x_{j})+\sum _{i=1}^{n}\sum _{j=1}^{n}({\overline {x}}-x_{j})^{2}\\&=\sum _{j=1}^{n}\underbrace {\sum _{i=1}^{n}(x_{i}-{\overline {x}})^{2}} _{=n{\tilde {s}}^{2}}+2\underbrace {\left(\sum _{i=1}^{n}(x_{i}-{\overline {x}})\right)} _{=0}\underbrace {\left(\sum _{j=1}^{n}({\overline {x}}-x_{j})\right)} _{=0}+\sum _{i=1}^{n}\underbrace {\sum _{j=1}^{n}({\overline {x}}-x_{j})^{2}} _{=n{\tilde {s}}^{2}}\\&=2n^{2}\cdot {\tilde {s}}^{2}\end{aligned}}}.
Dies ist äquivalent zu
{\displaystyle {\tilde {s}}^{2}={\frac {1}{2n^{2}}}\sum _{i=1}^{n}\sum _{j=1}^{n}(x_{i}-x_{j})^{2}}.

## Abgeleitete Begriffe

### Empirische Standardabweichung
Als empirische Standardabweichung auch Stichprobenstreuung oder Stichprobenstandardabweichung genannt, wird die Wurzel aus der empirischen Varianz gemäß Formel (1)-(3) bezeichnet:
{\displaystyle s={\sqrt {{\frac {1}{n-1}}\sum \limits _{i=1}^{n}\left(x_{i}-{\overline {x}}\right)^{2}}}}
{\displaystyle {\tilde {s}}={\sqrt {{\frac {1}{n}}\sum \limits _{i=1}^{n}\left(x_{i}-{\overline {x}}\right)^{2}}}}
{\displaystyle {s^{*}}^{2}={\sqrt {{\frac {1}{n}}\sum \limits _{i=1}^{n}(x_{i}-\mu )^{2}}}}
Die empirische Standardabweichung ist ebenfalls ein Maß dafür, wie weit die Stichprobe im Schnitt um den empirischen Mittelwert streut.
Im Gegensatz zur empirischen Varianz besitzt die empirische Standardabweichung dieselben Einheiten wie der empirische Mittelwert oder die Stichprobe selbst. Wie auch bei der empirischen Varianz ist die Benennung und Bezeichnung bei der empirischen Standardabweichung nicht einheitlich. Die empirische Standardabweichung sollte von der Standardabweichung im Sinne der Wahrscheinlichkeitstheorie unterschieden werden. Diese ist eine Kennzahl einer Wahrscheinlichkeitsverteilung oder der Verteilung einer Zufallsvariable, wohingegen die empirische Standardabweichung Kennzahl einer Stichprobe ist.

### Empirischer Variationskoeffizient
Der empirische Variationskoeffizient ist ein dimensionsloses Streuungsmaß (nicht einheitenbehaftet) und drückt {\displaystyle s} in Prozent des empirischen Mittelwerts {\displaystyle {\overline {x}}} aus.
{\displaystyle v={\frac {s}{\bar {x}}}\cdot 100\,\%}

### Annualisierte Varianz
In der Finanzmarkttheorie werden oft Varianzen bzw. Volatilitäten von Renditen berechnet. Diese Varianzen werden oft, wenn sie auf täglichen Daten beruhen annualisiert, d. h. auf ein Jahr hochgerechnet. Dies geschieht häufig mittels eines Annualisierungfaktors {\displaystyle A=250} (pro Jahr gibt es etwa {\displaystyle 250} Handelstage). Die annualisierte Volatilität lässt sich somit schätzen als Wurzel aus der annualisierten Varianz. Wichtig ist, dass dies bei diskreten (und dadurch per Annahme log-normalverteilten Renditen), die Volatilität von Renditen auf jährlicher Frequenz, unterschätzt.
{\displaystyle {\hat {\sigma }}^{2}=250\cdot s^{2}={\frac {250}{n-1}}\sum \limits _{i=1}^{n}\left(x_{i}-{\overline {x}}\right)^{2}}.

## Beispiel
Gegeben sei die Stichprobe
{\displaystyle x_{1}=10;\quad x_{2}=9;\quad x_{3}=13;\quad x_{4}=15;\quad x_{5}=16},
es ist also {\displaystyle n=5}. Für den empirischen Mittelwert ergibt sich
{\displaystyle {\overline {x}}={\frac {1}{5}}(10+9+13+15+16)={\frac {63}{5}}=12{,}6}.
Bei stückweiser Berechnung ergibt sich dann die Abweichungsquadratsumme
{\displaystyle {\begin{aligned}\sum \limits _{i=1}^{5}\left(x_{i}-{\overline {x}}\right)^{2}&=(10-12{,}6)^{2}+(9-12{,}6)^{2}+(13-12{,}6)^{2}+(15-12{,}6)^{2}+(16-12{,}6)^{2}\\\;&=(-2{,}6)^{2}+(-3{,}6)^{2}+0{,}4^{2}+2{,}4^{2}+3{,}4^{2}=37{,}2\end{aligned}}}.
Mit Formel (1) erhält man
{\displaystyle s^{2}={\frac {1}{5-1}}\sum _{i=1}^{5}(x_{i}-{\overline {x}})^{2}={\frac {37{,}2}{4}}=9{,}3}
wohingegen Formel (2)
{\displaystyle {\tilde {s}}^{2}={\frac {1}{5}}\sum _{i=1}^{5}(x_{i}-{\overline {x}})^{2}={\frac {37{,}2}{5}}=7{,}44}
liefert.
Jetzt nehmen wir an, dass der Mittelwert der Grundgesamtheit, aus der die Stichprobe entnommen wurde, vorab als {\displaystyle \mu =12} bekannt sei. Dann kann Formel (3) angewendet werden:
{\displaystyle {\begin{aligned}\sum \limits _{i=1}^{5}\left(x_{i}-\mu \right)^{2}&=(10-12)^{2}+(9-12)^{2}+(13-12)^{2}+(15-12)^{2}+(16-12)^{2}\\\;&=(-2)^{2}+(-3)^{2}+1^{2}+3^{2}+4^{2}=39\end{aligned}}}
{\displaystyle {s^{*}}^{2}={\frac {1}{5}}\sum _{i=1}^{5}(x_{i}-\mu )^{2}={\frac {39}{5}}=7{,}8}
Die entsprechenden empirischen Standardabweichungen ergeben sich zu:
{\displaystyle s={\sqrt {9{,}3}}\approx 3{,}05}
{\displaystyle {\tilde {s}}={\sqrt {7{,}44}}\approx 2{,}73}
{\displaystyle {s^{*}}={\sqrt {7{,}8}}\approx 2{,}79}

## Herkunft der verschiedenen Definitionen
Die empirische Varianz, ist ein Streuungsmaß um den Mittelwert der Datenwerte. Die gegebenen Werte sind {\displaystyle x=(x_{1},x_{2},\dots ,x_{n})}.
Bei der Verwendung der Varianz als Streuungsmaß wird die Quadratsumme als Ausgangspunkt verwendet:
{\displaystyle SQ(x)=\sum _{i=1}^{n}(x_{i}-{\overline {x}})^{2}}
Um das Streuungsmaß unabhängig von der Anzahl der Messwerte in der Stichprobe zu machen, wird als einfachste Lösung noch durch die Anzahl der Werte dividiert. Ergebnis dieses pragmatisch hergeleiteten Streuungsmaßes ist die mittlere quadratische Abweichung vom empirischen Mittelwert oder die oben definierte Varianz {\displaystyle {\tilde {s}}}.
Die Definition von {\displaystyle s^{2}} hat ihre Wurzeln in der Schätztheorie. (→ Stichprobenvarianz (Schätzfunktion))
Dort wird die Varianz der Grundgesamtheit {\displaystyle {\hat {\sigma }}^{2}} geschätzt durch:
{\displaystyle {\hat {\sigma }}^{2}=S^{2}={\frac {1}{n-1}}\sum _{i=1}^{n}(X_{i}-{\overline {X}})^{2}}
als erwartungstreue Schätzfunktion für die unbekannte Varianz {\displaystyle \sigma ^{2}} einer Wahrscheinlichkeitsverteilung verwendet.
{\displaystyle s^{2}} ergibt sich durch Anwendung der Schätzfunktion {\displaystyle S^{2}} auf Realisierungen (konkrete Werte) der Zufallsvariablen {\displaystyle X_{i}(\omega )=x_{i}} .
Somit kann {\displaystyle {\tilde {s}}} als ein praktisch motiviertes Streuungsmaß in der deskriptiven Statistik angesehen werden, wohingegen {\displaystyle s} eine Schätzung für eine unbekannte Varianz in der induktiven Statistik ist. Diese unterschiedlichen Ursprünge rechtfertigen die von manchen Autoren verwendete Sprechweise für {\displaystyle {\tilde {s}}} als empirische Varianz und für {\displaystyle s} als induktive Varianz oder theoretische Varianz.
Zu bemerken ist, dass sich auch {\displaystyle {\tilde {s}}} als Schätzwert einer Schätzfunktion interpretieren lässt. Diesen erhält man bei Anwendung der Maximum-Likelihood-Methode, oder der Momentenmethode als Schätzfunktion für die Varianz, die zwar nicht erwartungstreu ist, und daher nicht alle Qualitätskriterien für Punktschätzungen erfüllt, aber dafür die gegebenen Variablen optimal in eine Normalverteilung einpasst. Der Parameter der Normalverteilung {\displaystyle \sigma ^{2}} wird bestimmt durch:
{\displaystyle \sigma ^{2}={\widetilde {S}}={\frac {1}{n}}\sum _{i=1}^{n}(X_{i}-{\overline {X}})^{2}}.
Der Unterschied zwischen beiden Formeln lässt sich in der mathematischen Statistik dadurch erklären, dass das Quadrat einer (symmetrischen) normalverteilten Zufallsgröße {\displaystyle X^{2}} nicht ebenfalls normalverteilt ist, sondern eine (unsymmetrische) Chi-Quadrat-Verteilung aufweist.